# Депортации в июне 1941 года в Латвии
Депортация в июне 1941 года в Латвии — высылка в исправительно-трудовые лагеря системы ГУЛАГ и УПВИ, а затем в лагеря, расположенные в отдалённых восточных частях СССР, а также на поселение в тех же регионах жителей аннексированной Латвии, арестованных в ночь с 13 на 14 июня. В общей сложности депортации подверглось более 15 400 человек. Задержания, аресты и расстрелы продолжались до начала немецкой оккупации Латвии. Всего в 1941 году было депортировано 0,78 % всего населения Латвии. Было выслано 1,93 % всех евреев, проживающих в Латвии, 0,85 % латышей и 0,4 % от общего числа русских (81,27 % депортированных по этническому происхождению были латышами, а 11,7 % — евреями).
Эта депортация была частью обширной депортации населения из районов СССР, незадолго до того входивших в состав Польши, Румынии и стран Балтии, проведенной в июне 1941 года, предположительно в соответствии с решением ЦК ВКП(б) и Совета народных комиссаров СССР от 14 мая 1941 года.

## Документы планирования
Массовая депортация осуществлялась на основании Постановления ЦК ВКП(б) и Совета народных комиссаров СССР от 14 мая 1941 г № 1299—526сс.; Плана, утвержденного НКГБ/НКВД СССР 14 июня 1941 года, а также поступившего в республиканские НКВД указания произвести выселение «по распоряжению тов. Берии от 14.VI.1941., данному им в соответствии с указанием Правительства» — эти приказы распространялись на Литовскую ССР, Латвийскую ССР, Эстонскую ССР и Молдавскую ССР. Дискуссионным вопросом является наличие другого документа. Так, в справке Центрального архива КГБ СССР, опубликованной в 1990 г., в качестве основания для депортации в Литовской ССР, названо некое постановление ЦК ВКП(Б) и СНК СССР от 16 (а не 14) мая 1941 г., но ни номер, ни название постановления не приведены. Другой известный документ (письмо из НКВД в Наркомздрав от 7 июня 1941 г.) ссылается на некое «решение правительства», по которому «начнется отправка эшелонов со спецпереселенцами», в том числе, и из Латвии, но не указывает его дату и номер. Однако, несмотря на запросы в архивы РФ, такой документ пока обнаружен не был. По мнению Гурьянова А. Э., эти директивные документы высшего уровня представляют особый интерес, поскольку депортация непосредственно предшествовала началу войны между Германией и СССР и возникают вопросы о связи между этими событиями.
Первоначально в отношении депортированных в июне 1941 года планировались три вида репрессий — ссылка под надзор в качестве ссыльнопоселенцев в отдаленных районах на востоке СССР (в основном члены семей), содержание с лагерях военнопленных (главы семей, согласно «Плану мероприятий…» из Латвии 5770 человек предполагалось отправить в Юхновский лагерь) и, наконец, отправка задержанных «уголовников» (всего 1280 человек) непосредственно в лесные лагеря системы ГУЛАГ. Однако, сразу после нападения Германии 22 июня 1941 года, лица вывезенные в лагеря военнопленных (или находившиеся на пути туда) были перенаправлены в ИТЛ системы ГУЛАГ, то есть туда же куда и уголовники. Таким образом, второй и третий виды репрессий фактически были объединены. Доказательств, что перевод из лагерей военнопленных в ИТЛ планировался изначально, пока не обнаружено. О причинах такого решения существуют только предположения.

## Депортация
Сразу после инкорпорации Латвии на её территории было введено действие законодательства СССР, в том числе советского уголовного кодекса, и началось создание и укрепление советского строя, а также обширные репрессии против так называемых «врагов народа» и «классово чуждых элементов». По приказу Главного архивного управления НКВД СССР был создан специальный архив «социально опасных элементов», в котором должна была быть записана компрометирующая информация о более чем 10 категориях населения. Для поиска и учёта «социально опасных элементов» сотрудники Народного комиссариата внутренних дел ЛССР и Народного комиссариата государственной безопасности использовали архивы различных государственных учреждений, организаций, ликвидированных объединений, публикации независимой латвийской прессы, отчёты Государственного статистического управления, а также документы, связанные с выдачей паспортов СССР. Депортация осуществлялась главным образом на основе «классовых характеристик» — арестовывали тех, кого, как сообщалось, обвиняли в «контрреволюционной» деятельности и «антисоветской агитации», а также самых состоятельных граждан бывшей Латвийской Республики. Среди арестованных было много сельских жителей, которые были репрессированы в основном как члены организации Айзсаргов. Депортация женщин, детей и престарелых была основана на аресте главы семьи. Практически во всех случаях жители были задержаны, а затем высланы в административном порядке в соответствии с заранее установленными списками.
Депортация более 15 тыс. жителей Латвии 14 июня 1941 года по приказу и распоряжению правительства СССР, НКГБ СССР, НКВД СССР, при поддержке компартии Латвии и местных учреждений советской власти была подготовлена НКГБ ЛССР, а также сотрудниками особого округа 3 формирования штаба Прибалтийского военного округа. При этом к депортации были привлечены конвойные войска СССР, сотрудники НКВД и милиции, а также местные коммунистические партии и советские активисты.
Депортируемые семьи были отправлены на железнодорожные вокзалы, где главы семей (мужчины) были отделены от своих семей и отправлены в лагеря. Задержанных заключали в так называемые «исправительно-трудовые лагеря» НКВД СССР (Вятлаг, Усольлаг др.), где их дела расследовались, готовились обвинительные заключения, которые передались в Народный комиссариат внутренних дел СССР. Особое совещание при НКВД СССР приговаривало заключенных к смертной казни или заключению в лагерях на срок от 3 до 10 лет. Обвинения основывались главным образом на преступлениях, предусмотренных статьей 58 Уголовного кодекса РСФСР (в основном это так называемые контрреволюционные преступления, совершённые во время независимости Латвийской Республики, и так называемая антисоветская агитация в первые годы советской оккупации).
По различным данным, от 341 до более 690 арестованных были казнены. Некоторые из арестованных, приговорённых к высшей мере наказания, умерли до вынесения смертного приговора. В конце 1940-х годов некоторые заключенные были переведены из общих исправительных лагерей в специальные лагеря Министерства внутренних дел СССР, где тюремный режим был ещё более строгим. Более 3400 граждан и жителей Латвийской Республики, арестованных 14 июня 1941 года, погибли в тюрьмах.
После окончания приговора оставшиеся в живых заключённые концентрационных лагерей не были освобождены, а были отправлены в депортационные лагеря в отдаленные районы СССР.
Депортированные женщины, дети и старики были вывезены в пожизненное поселение в Красноярский край, Новосибирскую область и северные и центральные районы Казахстана, где им приходилось работать в основном на лесных предприятиях, в колхозах и совместных хозяйствах под контролем спецкомендатур НКВД СССР. Более 1900 депортированных граждан Латвии погибли в лагерях. Часть депортированных смогла вернуться на Родину в середине 1950-х годов, а многие только в 1960-х и начале 1970-х годов. После освобождения из специального лагеря имущество, конфискованное во время депортации, не возвращалось.
Дела лиц, депортированных из Латвии 14 июня 1941 года, были собраны в Государственном историческом архиве Латвии в фондах № 1897. («Персональные дела лиц депортированных из Латвии 14 июня 1941 года») и № 1986 («Уголовные дела лиц, обвинённых КГБ Латвийской ССР в совершении особо опасных государственных преступлений (1940—1985 годы)»).

## Статистика
На момент ареста 4365 человек были арестованы как «общественно опасные элементы». 1857 человек в ходе депортации были арестованы как члены семей подсудимых (причина депортации — «как часть семьи»). В целом в 1941 году арест был применён в качестве меры обеспечения защиты к 6 222 депортированным (43 % всех депортированных).
- Погибли в пути по меньшей мере 32 человека (4 арестованных, 28 членов их семей). Самым старшим по пути был Давис Хельвигс, родившийся в 1865 году, самый младший — Арвид Бауманис, родившийся 14 июня 1941 года[12].
- В заключении умерло 2815 человек. Последним, кто умер в тюрьме, был Паулис Граудиньш, фермер и айзсарг, родившийся в 1903 году (умер 22 ноября 1964 года)[12].
- В результате депортации погибло 1696 человек (67 арестованных, 1629 членов их семей). Последней смертью, констатированной при депортации, является смерть Василия Бровина, фермера, родившегося в 1896 году, 17 июня 1960 года[12].
- Расстреляны 341 человек, в том числе 299 после решений особых совещаний. Борис Якобсонс, родившийся в 1924 году, является последним человеком, указанным как расстрелянный в документах о депортации (апрель 1950 года)[12].

В общей сложности в депортации в июне 1941 года погибло не менее 4884 человек (34 % от общего числа депортированных).

### Отражение в культуре
Советские депортации наложили сильный отпечаток на культуру Латвии. Наиболее известные романы, связанные с темой депортаций:
- «Эксгумация», автор Анита Лиепа (Anita Liepa)
- «Пощёчина», автор Вера Волкевич (Vera Volkēviča)
- «Невовремя родившиеся», автор Освальд Мауриньш (Osvalds Mauriņš)
- «…И тогда пришёл разрушитель», автор Скайдрите Гайлите (Anna Skaidrīte Gailīte)
- «Подсечники судьбы», автор Владимирс Кайякс (Vladimirs Kaijaks)
- «Пять пальцев», автор Мара Залите (Māra Zālīte)

Также важную роль играло и кино — сняты несколько фильмов о советских депортациях, в том числе:
- Крестный путь
- Хроники Мелании

В латвийских театрах поставлено несколько пьес, посвящённых теме советских депортаций. Наиболее известные: поставленная в «Театре ТТ» пьеса «Прикоснуться к белому медведю!» (2005, режиссёр Лаурис Гундарс) и постановка Латвийского национального театра «На берегу Вельупе» (2010, режиссёр Валтерс Силис).